# یواس‌اس لانگشاو (دی‌دی-۵۵۹)
یواس‌اس لانگشاو (دی‌دی-۵۵۹) (به انگلیسی: USS Longshaw (DD-559)) یک کشتی بود که طول آن ۱۱۴٫۷ متر (۳۷۶ فوت) بود. این کشتی در سال ۱۹۴۳ ساخته شد.